# Austrolejeunea occidentalis
Austrolejeunea occidentalis är en bladmossart som beskrevs av Tamás Pócs. Austrolejeunea occidentalis ingår i släktet Austrolejeunea och familjen Lejeuneaceae. Inga underarter finns listade i Catalogue of Life.